# Ismo Kallio

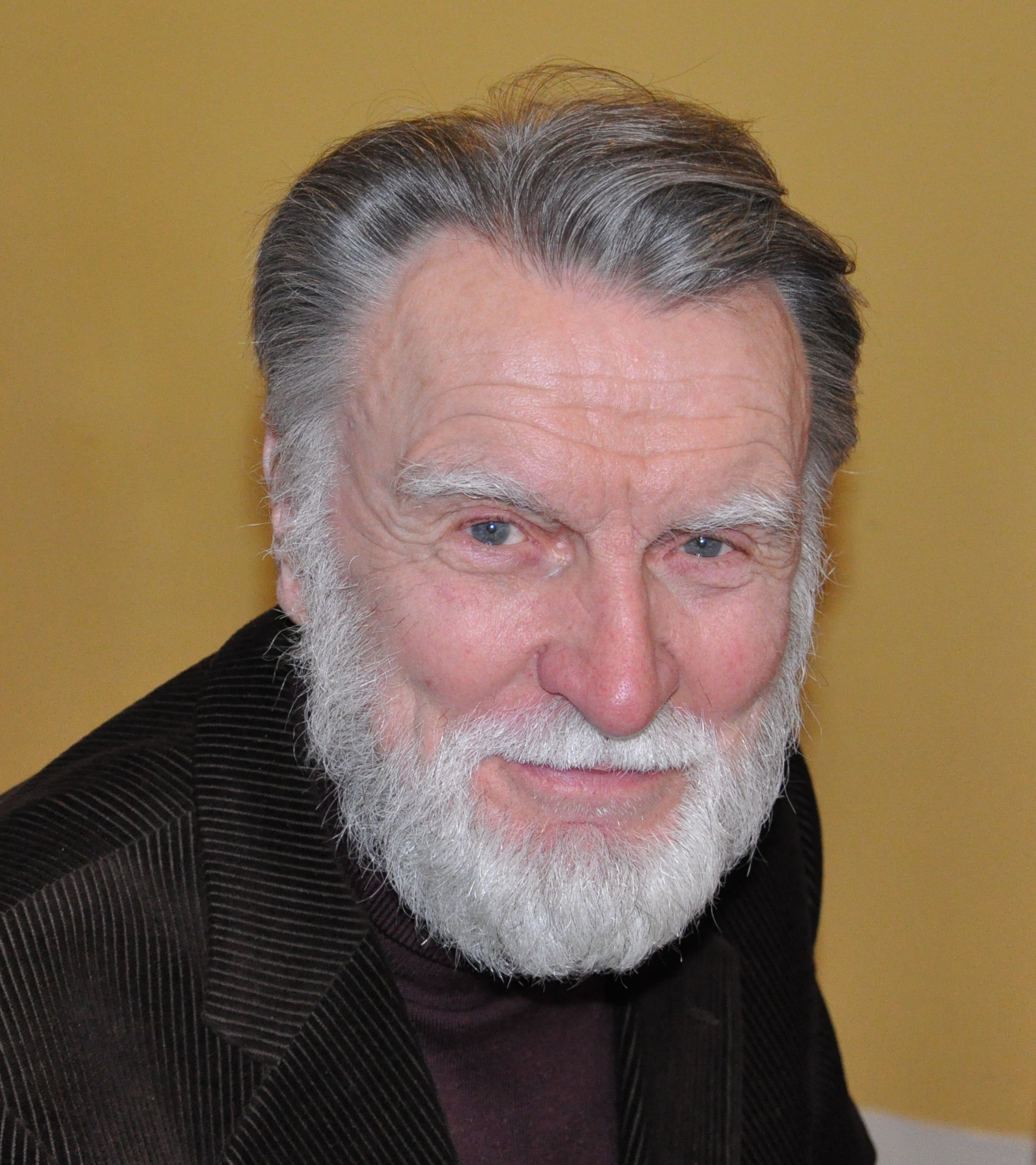
Ismo Kallio.

Ismo Olavi Kallio, född 16 december 1935 i Åbo, död 2 februari 2019 i Helsingfors, var en finländsk skådespelare. 
Kallio började på Åbo stadsteater, fortsatte till Helsingin kansanteatteri, var 14 år på Helsingfors stadsteater och stannade slutligen på Finlands nationalteater i 21 år, fram till 2000. Han undervisade både vid Teaterhögskolan i Helsingfors (1968–1988) och Sibelius-Akademin (1979–1985). 
Kallios skala som skådespelare var mycket vid, han har spelat Romeo, herr Pikkunen i Stoppa världen, Edmund i Lång dags färd mot natt, greve Almaviva i Figaros bröllop, Salieri i Amadeus, Valmont i Farliga förbindelser och John Proctor i Eldprovet. Som innehavare av en vacker sångröst gestaltade han bland annat flera gånger gestaltat Higgins i My Fair Lady, senast sommaren 2003 på Samppalinna friluftsteater i Åbo. Han har också varit med i många filmer, bland dem Akseli och Elina 1970 och Niskavuori 1984. Han tilldelades Ida Aalberg-priset 1983 och Pro Finlandia-medaljen 1999. 